# Typhlogobius californiensis
Typhlogobius californiensis es una especie de peces de la familia de los Gobiidae en el orden de los Perciformes.

## Morfología
Los machos pueden llegar a alcanzar los 8,3 cm de longitud total.

## Reproducción
Es  monógamo

## Hábitat
Es un pez de mar y, de clima subtropical y demersal.

## Distribución geográfica
Se encuentra en el Pacífico oriental: desde el centro de California (Estados Unidos) hasta el sur de la Baja California (México ).

## Observaciones
Es inofensivo para los humanos.